# TRAPPIST-1

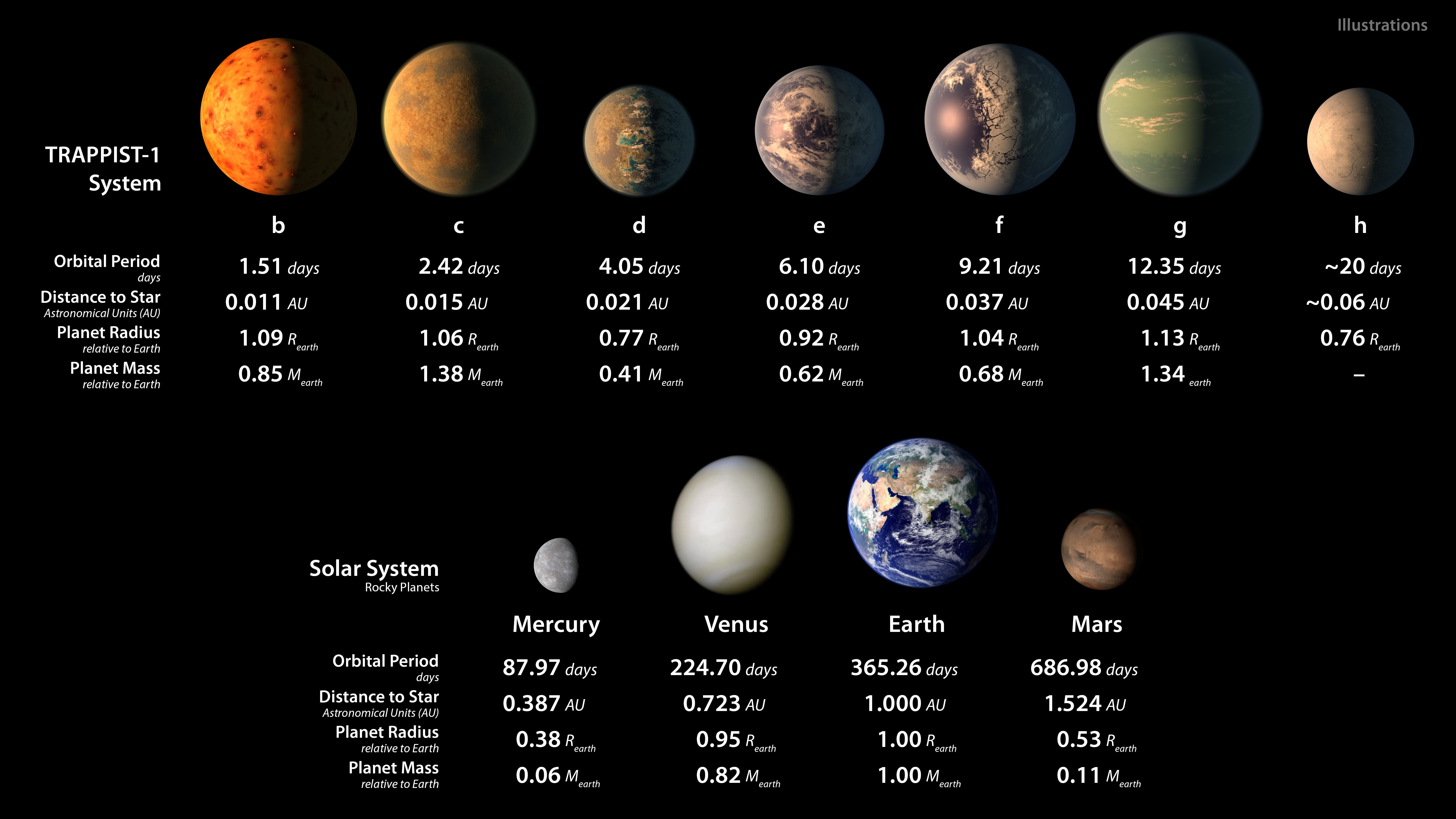
Comparație între caracteristicile planetelor telurice din sistemul solar și cele planetelor din sistemul planetar TRAPPIST-1.

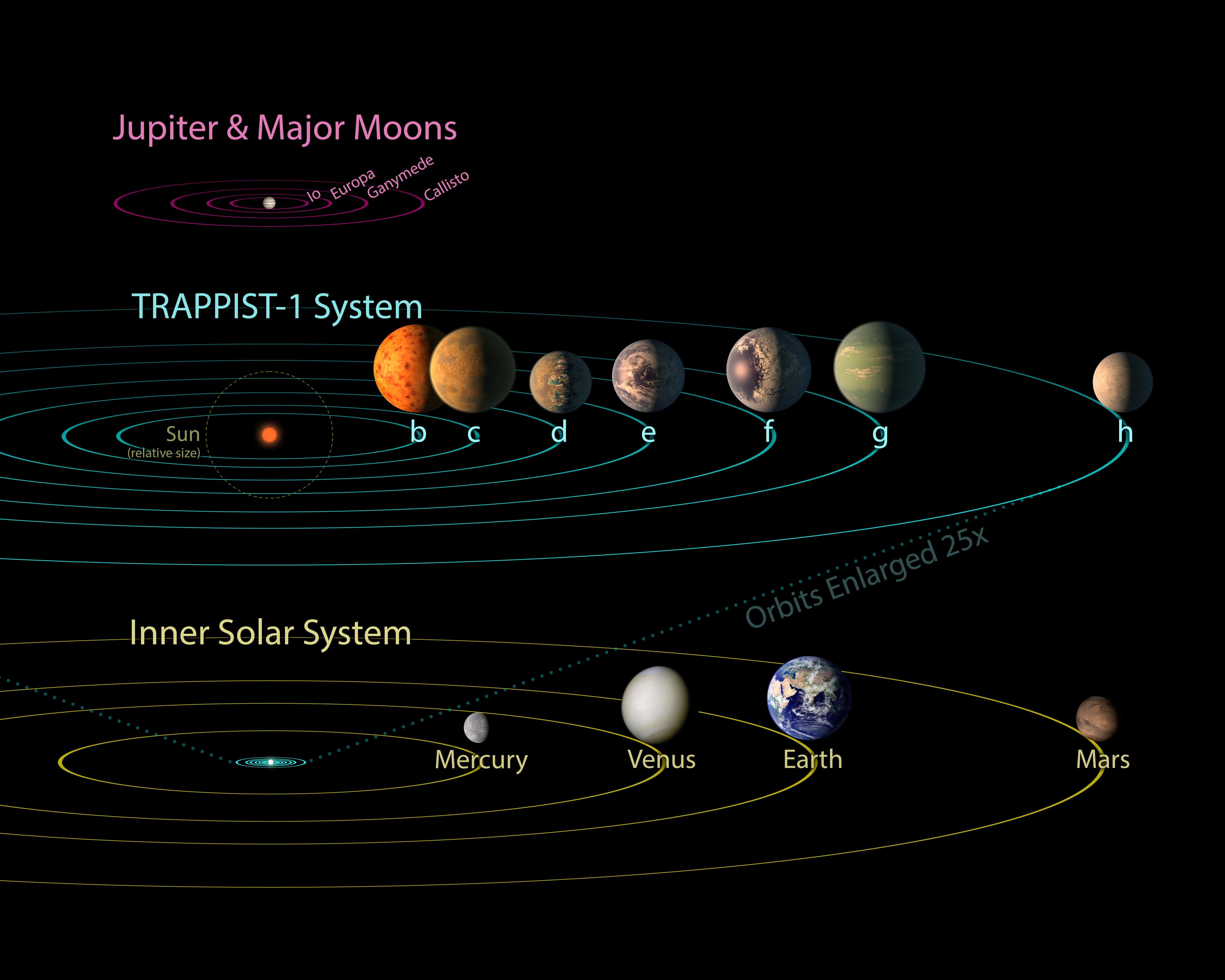
Comparație de distanță între planetele din sistemul solar și planetele din sistemul planetar TRAPPIST-1.

TRAPPIST-1, cunoscut și sub numele 2MASS J23062928-0502285, este un sistem planetar situat la aproximativ 39 de ani-lumină de Pământ. Obiectul principal al acestui sistem este o stea pitică mult mai rece decât Soarele, la limita dintre piticele roșii și piticile cenușii. 
În jurul acestei stele orbitează cel puțin șapte planete solide, de dimensiuni similare sau mai mici decât ale Pământului (aproximativ trei sferturi din raza Pământului).
Steaua și planetele sale au fost descoperite în 2015, cu ajutorul telescopului belgian TRAPPIST (the TRAnsiting Planets and Planetesimals Small Telescope), instalate în două situri: TRAPPIST-S (TRAPPIST de Sud) la Observatorul La Silla în Chile și TRAPPIST-N (TRAPPIST de Nord) la Observatorul Oukaïmeden în Maroc. Informațiile furnizate de aceste două telescoape au fost confirmate de alte patru telescoape din insulele Canare, Hawaii și Africa de Sud.